# 2025-ös Formula Regionális Európa-bajnokság
A 2025-ös Formula Regionális Európa-bajnokság a széria hetedik idénye lesz és a ötödik mióta egybeolvadt a Formula Renault Európa-kupával. Ez a konstrukció megfelel a Nemzetközi Automobil Szövetség (FIA) Formula–3-as géposztály előírásainak. A bajnokság olasz irányítás alatt fut.
A címvédő a Prema Racing versenyzője, a brazil Rafael Câmara, aki 73 pontos előnnyel végzett az élen. Ő a Formula–3-ban folytatja pályafutását, a Trident Motorsport versenyzőjeként. A konstruktőri címvédő az olasz Prema Racing.

## Csapatok és versenyzők
Minden nevező a Tatuus FR-19-es modelljével és a Renault 1,8 literes motorjával teljesítette a kiírást, amelyek Pirelli abroncsokon futottak. A 2024-es szezonban induló tizenegy csapat közül kilenc a 2025-ös szezonban is részt vett. Az Iron Dames nem folytatta, az MP Motorsportot pedig a CL Motorsport váltotta fel.
| Csapat                | Rajtszám | Versenyző             | Kategória | Forduló | Akadémia |
| --------------------- | -------- | --------------------- | --------- | ------- | -------- |
| G4 Racing             | 2        | Édouard Borgna        | Újonc     | 1–      |          |
| G4 Racing             | 3        | Arthur Aegerter       | Újonc     | 1–3, 5  |          |
| G4 Racing             | 3        | Enzo Richer           |           | 4       |          |
| G4 Racing             | 3        | Kacper Sztuka         |           | 6       |          |
| G4 Racing             | 35       | Kacper Sztuka         |           | 1       |          |
| G4 Racing             | 35       | Edu Robinson          | Újonc     | 4–      |          |
| Trident               | 2        | Matteo de Palo        |           | 1–      |          |
| Trident               | 29       | Nandhavud Bhirombhakd |           | 1–      |          |
| Trident               | 66       | Liu Zsuj-csi          |           | 1–      |          |
| Van Amersfoort Racing | 6        | Jamakosi Hijú         |           | 1–      |          |
| Van Amersfoort Racing | 22       | Pedro Clerot          |           | 1–      |          |
| Van Amersfoort Racing | 55       | Dion Gowda            | Újonc     | 1–      |          |
| CL Motorsport         | 9        | Macéo Capietto        |           | 2       |          |
| CL Motorsport         | 9        | Zachary David         |           | 4–5     |          |
| CL Motorsport         | 12       | Valerio Rinicella     |           | 1       |          |
| CL Motorsport         | 20       | Michael Belov         |           | 2–5     |          |
| Saintéloc Racing      | 10       | Nyikita Bedrin        |           | 1–      |          |
| Saintéloc Racing      | 50       | Tim Gerhards          | Újonc     | 1–3, 5  |          |
| Saintéloc Racing      | 50       | Maya Weug             |           | 4       | Ferrari  |
| Saintéloc Racing      | 96       | Jaroszlav Veszelaho   |           | 2–5     |          |
| R-ace GP              | 11       | Nakamura Jin          |           | 1–      | Toyota   |
| R-ace GP              | 23       | Enzo Deligny          |           | 1–      |          |
| R-ace GP              | 31       | Akshay Bohra          |           | 1–      |          |
| Prema Racing          | 14       | Rasíd Al-Dháheri      |           | 1–      | Mercedes |
| Prema Racing          | 27       | Freddie Slater        |           | 1–      |          |
| Prema Racing          | 28       | Doriane Pin           |           | 2–      | Mercedes |
| Prema Racing          | 45       | Jack Beeton           |           | 1–      |          |
| AKCEL GP              | 15       | Aditya Kulkarni       |           | 1–4     |          |
| AKCEL GP              | 16       | Saqer Al Maosherji    | Újonc     | 1–4     |          |
| AKCEL GP              | 44       | Javier Sagrera        |           | 4       |          |
| ART Grand Prix        | 19       | Kanato Le             |           | 1–      |          |
| ART Grand Prix        | 89       | Kató Taitó            |           | 1–      | Honda    |
| ART Grand Prix        | 95       | Evan Giltaire         |           | 1–      |          |
| RPM                   | 21       | Enzo Yeh              |           | 1–      |          |
| RPM                   | 74       | Enzo Peugeot          |           | 1–3     |          |
| RPM                   | 74       | Ean Eyckmans          | Újonc     | 4–5     |          |
| RPM                   | 99       | Giovanni Maschio      |           | 1–      |          |
| KIC Motorsport        | később   | később                |           | később  |          |
| KIC Motorsport        | később   | később                |           | később  |          |
| KIC Motorsport        | később   | később                |           | később  |          |

## Átigazolások

### Csapatot váltott versenyzők
- Matteo de Palo; Saintéloc Racing versenyző → Trident versenyző[9]
- Nandhavud Bhirombhakd; KIC Motorsport versenyző → Trident versenyző[10]
- Kanato Le; G4 Racing versenyző → ART Grand Prix versenyző[33]
- Zachary David; R-ace GP versenyző → CL Motorsport versenyző[17]
- Doriane Pin; Iron Dames versenyző → Prema Racing versenyző[29]
- Jaroszlav Veszelaho; ART Grand Prix versenyző → Saintéloc Racing versenyző[22]
- Enzo Peugeot; Saintéloc Racing versenyző → RPM versenyző[37]
- Nyikita Bedrin; MP Motorsport versenyző → Saintéloc Racing versenyző[20]

### Újonc versenyzők
- Freddie Slater; Olasz Formula–4-bajnokság, Prema Racing versenyző → Prema Racing versenyző[28]
- Jack Beeton; Olasz Formula–4-bajnokság, Prema Racing versenyző → Prema Racing versenyző[30]
- Jamakosi Hijú; Olasz Formula–4-bajnokság, Van Amersfoort Racing versenyző → Van Amersfoort Racing versenyző[13]
- Akshay Bohra; Olasz Formula–4-bajnokság, US Racing versenyző → R-ace GP versenyző[25]
- Rasíd Al-Dháheri; Olasz Formula–4-bajnokság, Prema Racing versenyző →  Prema Racing versenyző[27]
- Dion Gowda; Olasz Formula–4-bajnokság, Prema Racing versenyző → Van Amersfoort Racing versenyző[15]
- Tim Gerhards; Spanyol Formula–4-bajnokság, Monlau Motorsport versenyző → Saintéloc Racing versenyző[21]
- Kató Taitó; Francia Formula–4-bajnokság, FFSA Academy versenyző → ART Grand Prix versenyző[34]
- Nakamura Jin; Super Formula Lights, TOM'S versenyző → R-ace GP versenyző[23]
- Enzo Yeh; Olasz Formula–4-bajnokság, R-ace GP versenyző → RPM  versenyző[36]
- Édouard Borgna; Francia Formula–4-bajnokság, FFSA Academy versenyző → G4 Racing  versenyző[5]
- Arthur Aegerter; Ultimate Cup Series, Lamo Racing versenyző → G4 Racing  versenyző[6]
- Kacper Sztuka; FIA Formula–3 bajnokság, MP Motorsport versenyző → G4 Racing versenyző[7]
- Aditya Kulkarni; GB3, Hillspeed versenyző → AKCEL GP versenyző[31]
- Saqer Al Maosherji; Szaúd-Arábiai Formula–4-bajnokság, Altawkilat Meritus.GP versenyző → AKCEL GP versenyző[31]

### Távozó versenyzők
- Rafael Câmara; Prema Racing versenyző → FIA Formula–3 bajnokság, Trident versenyző[39]
- Ugo Ugochukwu; Prema Racing versenyző → FIA Formula–3 bajnokság, Prema Racing versenyző[40]
- James Wharton; Prema Racing versenyző → FIA Formula–3 bajnokság, ART Grand Prix versenyző[41]
- Brando Badoer; Van Amersfoort Racing versenyző → FIA Formula–3 bajnokság, Prema Racing versenyző[42]
- Tuukka Taponen; R-ace GP versenyző → FIA Formula–3 bajnokság, ART Grand Prix versenyző[43]
- Noah Strømsted; RPM versenyző → FIA Formula–3 bajnokság, Trident versenyző[44]
- Nicola Lacorte; Trident versenyző → FIA Formula–3 bajnokság, DAMS Lucas Oil versenyző[45]
- Roman Bilinski; Trident versenyző → FIA Formula–3 bajnokság, Rodin Motorsport versenyző[46]
- Alessandro Giusti; ART Grand Prix versenyző → FIA Formula–3 bajnokság, MP Motorsport versenyző[47]
- Ivan Domingues; Van Amersfoort Racing versenyző → FIA Formula–3 bajnokság, Van Amersfoort Racing versenyző[48]
- Théophile Naël; Saintéloc Racing versenyző →  FIA Formula–3 bajnokság, Van Amersfoort Racing versenyző[49]
- Valerio Rinicella; MP Motorsport versenyző → GB3, MP Motorsport versenyző[50]
- Marta García; Iron Dames versenyző → Le Mans Cup, Iron Dames versenyző[51][52]

### Csapatváltozások
- Az  Iron Dames nem folytatja 2025-ben a sorozatban.[3]
- Az  MP Motorsport távozott és a helyére a  CL Motorsport érkezett.[3]
- Az  AKCEL GP három autóval debütál a sorozatban.[53]

## Versenynaptár
| Forduló | Forduló | Helyszín                                                | Dátum          |
| ------- | ------- | ------------------------------------------------------- | -------------- |
| 1       | R1      | Misano World Circuit Marco Simoncelli, Misano Adriatico | május 3.       |
| 1       | R2      | Misano World Circuit Marco Simoncelli, Misano Adriatico | május 4.       |
| 2       | R1      | Circuit de Spa-Francorchamps, Spa                       | május 17.      |
| 2       | R2      | Circuit de Spa-Francorchamps, Spa                       | május 18.      |
| 3       | R1      | Circuit Zandvoort, Zandvoort                            | június 7.      |
| 3       | R2      | Circuit Zandvoort, Zandvoort                            | június 8.      |
| 4       | R1      | Hungaroring, Mogyoród                                   | július 5.      |
| 4       | R2      | Hungaroring, Mogyoród                                   | július 6.      |
| 5       | R1      | Circuit Paul Ricard, Le Castellet                       | július 19.     |
| 5       | R2      | Circuit Paul Ricard, Le Castellet                       | július 20.     |
| 6       | R1      | Imola Circuit, Imola                                    | augusztus 2.   |
| 6       | R2      | Imola Circuit, Imola                                    | augusztus 3.   |
| 7       | R1      | Red Bull Ring, Spielberg                                | szeptember 6.  |
| 7       | R2      | Red Bull Ring, Spielberg                                | szeptember 7.  |
| 8       | R1      | Circuit de Barcelona-Catalunya, Montmeló                | szeptember 14. |
| 8       | R2      | Circuit de Barcelona-Catalunya, Montmeló                | szeptember 15. |
| 9       | R1      | Hockenheimring, Hockenheim                              | október 4.     |
| 9       | R2      | Hockenheimring, Hockenheim                              | október 5.     |
| 10      | R1      | Monza Circuit, Monza                                    | október 25.    |
| 10      | R2      | Monza Circuit, Monza                                    | október 26.    |

## Eredmények

### Összefoglaló
| Forduló | Forduló | Helyszín                              | Pole-pozíció     | Leggyorsabb kör  | Győztes        | Győztes               | Listavezető    | Előny |
| Forduló | Forduló | Helyszín                              | Pole-pozíció     | Leggyorsabb kör  | Versenyző      | Csapat                | Listavezető    | Előny |
| ------- | ------- | ------------------------------------- | ---------------- | ---------------- | -------------- | --------------------- | -------------- | ----- |
| 1       | V1      | Misano World Circuit Marco Simoncelli | Freddie Slater   | Pedro Clerot     | Matteo De Palo | Trident               | Evan Giltaire  | 3     |
| 1       | V2      | Misano World Circuit Marco Simoncelli | Evan Giltaire    | Freddie Slater   | Evan Giltaire  | ART Grand Prix        | Evan Giltaire  | 3     |
| 2       | V1      | Circuit de Spa-Francorchamps          | Freddie Slater   | Freddie Slater   | Freddie Slater | Prema Racing          | Matteo De Palo | 11    |
| 2       | V2      | Circuit de Spa-Francorchamps          | Rasíd Al-Dháheri | Enzo Deligny     | Enzo Deligny   | R-ace GP              | Matteo De Palo | 11    |
| 3       | V1      | Circuit Zandvoort                     | Pedro Clerot     | Freddie Slater   | Freddie Slater | Prema Racing          | Freddie Slater | 3     |
| 3       | V2      | Circuit Zandvoort                     | Pedro Clerot     | Nakamura Jin     | Pedro Clerot   | Van Amersfoort Racing | Freddie Slater | 3     |
| 4       | V1      | Hungaroring                           | Matteo De Palo   | Matteo De Palo   | Matteo De Palo | Trident               | Matteo De Palo | 1     |
| 4       | V2      | Hungaroring                           | Enzo Deligny     | Rasíd Al-Dháheri | Freddie Slater | Prema Racing          | Matteo De Palo | 1     |
| 5       | V1      | Circuit Paul Ricard                   | Freddie Slater   | Freddie Slater   | Freddie Slater | Prema Racing          | Freddie Slater | 18    |
| 5       | V2      | Circuit Paul Ricard                   | Freddie Slater   | Rasíd Al-Dháheri | Freddie Slater | Prema Racing          | Freddie Slater | 18    |
| 6       | V1      | Imola Circuit                         | Enzo Deligny     | Nakamura Jin     | Enzo Deligny   | R-ace GP              | Freddie Slater | 28    |
| 6       | V2      | Imola Circuit                         | Akshay Bohra     | Akshay Bohra     | Akshay Bohra   | R-ace GP              | Freddie Slater | 28    |
| 7       | V1      | Red Bull Ring                         |                  |                  |                |                       |                |       |
| 7       | V2      | Red Bull Ring                         |                  |                  |                |                       |                |       |
| 8       | V1      | Circuit de Barcelona-Catalunya        |                  |                  |                |                       |                |       |
| 8       | V2      | Circuit de Barcelona-Catalunya        |                  |                  |                |                       |                |       |
| 9       | V1      | Hockenheimring                        |                  |                  |                |                       |                |       |
| 9       | V2      | Hockenheimring                        |                  |                  |                |                       |                |       |
| 10      | V1      | Monza Circuit                         |                  |                  |                |                       |                |       |
| 10      | V2      | Monza Circuit                         |                  |                  |                |                       |                |       |

### Pontrendszer
Továbbra is az első tíz helyen végző versenyző szerez pontot.
| Helyezés | 1. helyezett, aranyérmes | 2. helyezett, ezüstérmes | 3. helyezett, bronzérmes | 4. | 5. | 6. | 7. | 8. | 9. | 10. |
| -------- | ------------------------ | ------------------------ | ------------------------ | -- | -- | -- | -- | -- | -- | --- |
| Pont     | 25                       | 18                       | 15                       | 12 | 10 | 8  | 6  | 4  | 2  | 1   |

### Versenyzők
| Helyezés | Versenyző | MIS | MIS | SPA | SPA | ZAN | ZAN | HUN | HUN | LEC | LEC | IMO | IMO | RBR | RBR | CAT | CAT | HOC | HOC | MNZ | MNZ | Pont |
| Helyezés | Versenyző | MIS | MIS | SPA | SPA | ZAN | ZAN | HUN | HUN | LEC | LEC | IMO | IMO | RBR | RBR | CAT | CAT | HOC | HOC | MNZ | MNZ | Pont |
| -------- | --------- | --- | --- | --- | --- | --- | --- | --- | --- | --- | --- | --- | --- | --- | --- | --- | --- | --- | --- | --- | --- | ---- |

| Szín       | Eredmény                                          |
| ---------- | ------------------------------------------------- |
| Arany      | Győztes                                           |
| Ezüst      | 2. helyezett                                      |
| Bronz      | 3. helyezett                                      |
| Zöld       | Pontot szerzett                                   |
| Kék        | Pont nélkül vagy helyezetlenül ért célba (nc, hn) |
| Lila       | Nem ért célba (ret, ki)                           |
| Piros      | Nem kvalifikálta magát (dnq, nk)                  |
| Piros      | Nem előkvalifikálta magát (dnpq, nek)             |
| Fekete     | Diszkvalifikálták (dsq, kiz)                      |
| Szürke     | Eltiltott, más pilóta versenyzett helyette (et)   |
| Fehér      | Nem indult (dns, ni)                              |
| Világoskék | Pénteki tesztpilóta (td, tp)                      |
| Üres       | Visszalépett (vi)                                 |
| Üres       | Nem gyakorolt (dnp, ne)                           |
| Üres       | Beteg vagy sérült volt (inj, bet, sér, EÜ)        |
| Üres       | Kizárt (ex, kiz)                                  |
| Üres       | Nem érkezett meg (dna, nj)                        |
| Üres       | Törölt futam (T)                                  |

| Újonc |

### Csapatok
Egy csapat számára legfeljebb két versenyző szerezhet pontokat.
| Helyezés | Csapat | MIS | MIS | SPA | SPA | ZAN | ZAN | HUN | HUN | LEC | LEC | IMO | IMO | RBR | RBR | CAT | CAT | HOC | HOC | MNZ | MNZ | Pont |
| Helyezés | Csapat | MIS | MIS | SPA | SPA | ZAN | ZAN | HUN | HUN | LEC | LEC | IMO | IMO | RBR | RBR | CAT | CAT | HOC | HOC | MNZ | MNZ | Pont |
| -------- | ------ | --- | --- | --- | --- | --- | --- | --- | --- | --- | --- | --- | --- | --- | --- | --- | --- | --- | --- | --- | --- | ---- |